# Mangalagiri
Mangalagiri är en ort i Indien.   Den ligger i distriktet Guntūr och delstaten Andhra Pradesh, i den södra delen av landet, 1 400 km söder om huvudstaden New Delhi. Mangalagiri ligger 34 meter över havet och antalet invånare är 59 391.
Terrängen runt Mangalagiri är platt. Runt Mangalagiri är det tätbefolkat, med 459 invånare per kvadratkilometer. Närmaste större samhälle är Vijayawada, 11,9 km nordost om Mangalagiri. Trakten runt Mangalagiri består till största delen av jordbruksmark.